# スマッシュコートテニス3
『スマッシュコートテニス3』 (SMASH COURT TENNIS 3) は、バンダイナムコゲームスのナムコブランドより発売されたテニスゲーム。2007年6月21日にPlayStation Portable（PSP）用、12月13日にXbox 360用が発売された。
PlayStation 2で発売された『スマッシュコート プロトーナメント』、『スマッシュコート プロトーナメント2』の流れを汲んだシリーズ最新作。実在のプロテニス選手16人を使いテニスを楽しめるほか、オリジナルの選手を作成し、育成することも可能。

## 概要
スマッシュコートシリーズ初のPSP・Xbox 360用ソフト。3年ぶりの新作のため選手は一新されており、テニスゲーム初登場となる選手も存在する。PSP用ではアドホックモードによる通信対戦が可能になっており、ゲームシェアリングによりソフトの入っていないPSPにデータを送信することでソフト1本での対戦も可能。Xbox 360用ではXbox Liveによるオンライン対戦が可能となっており、コントローラを2個接続してダブルスのオンライン対戦を行うことも可能。
自分で選手を作成し、育成しながら世界一を目指す「プロツアー」モードも健在。身長、体重、髪型、顔、服装などを自由に設定できる。本作ではエディットパターンが前作の2倍以上に増えている。作成した選手は育成することで「逆境に強い」、「スーパーロブショット」などの新しいスキルを覚えることもできる。これにより、前作以上にキャラクターに個性づけることが可能になっている。
「パックマンテニス」や「ボムテニス」「ギャラガテニス」といったテニスを題材にしたミニゲームが楽しめる「チャレンジモード」、ゲーム初心者向けに操作を覚えることが出来る「レッスンモード」などモードも多彩。

## 登場選手

### 男子
- ロジャー・フェデラー
- ラファエル・ナダル
- ダビド・ナルバンディアン
- ジェームズ・ブレーク
- トマーシュ・ベルディハ
- ガエル・モンフィス
- フェリシアーノ・ロペス
- アンドレアス・セッピ

### 女子
- アメリ・モレスモ
- ジュスティーヌ・エナン
- マリア・シャラポワ
- ニコル・バイディソバ
- マルチナ・ヒンギス
- アナ・イバノビッチ
- サニア・ミルザ
- ミハエラ・クライチェク

## スタジアム
- Graden City Arena Sydney (全豪オープンがモデル)
- Court de la Contribution pilote (全仏オープンがモデル)
- British Royal Tennis Center (ウィンブルドンがモデル)
- United Tennis Center (全米オープンがモデル)